# GRB 060614
GRB 060614 è un lampo gamma rilevato dall'Osservatorio Swift di Neil Gehrels il 14 giugno 2006, con delle proprietà particolari: sembrava non rispettare il consenso scientifico precedentemente raggiunto sui progenitori dei lampi gamma e sui buchi neri.
Prima di questo rilevamento, si pensava che un GRB lungo, come GRB 060614, fosse probabilmente causato dal collasso gravitazionale di stelle massicce in un buco nero, e doveva essere accompagnato da una supernova rilevabile, mentre si pensava che i GRB corti derivassero dalla fusione di due stelle di neutroni. Tuttavia, l'assenza di una qualsiasi supernova rilevabile e il rapido dissolvimento del bagliore residuo (afterglow) durante GRB 060614 sono tipici di un lampo gamma corto, in contrasto con la lunga durata (102 secondi) di questo evento e la sua origine in una galassia a 1,6 miliardi di anni luce dalla costellazione dell'Indiano. Per questo motivo venne inizialmente definito come un lampo gamma ibrido.
Nel dicembre del 2006, fu pubblicato un articolo riguardante questo lampo gamma sulla rivista Nature, nel quale i redattori descrivono la ricerca da parte degli scienziati per cercare di definire un nuovo sistema di classificazione per i lampi gamma che tenesse conto di questo lampo gamma ibrido.
GRB 060614 è stato successivamente classificato come un "lampo gamma ibrido", cioè come un lampo di lunga durata ma non associato ad una supernova, e si ritiene che provenisse da una quasistar.